# Stadtkirche Borna

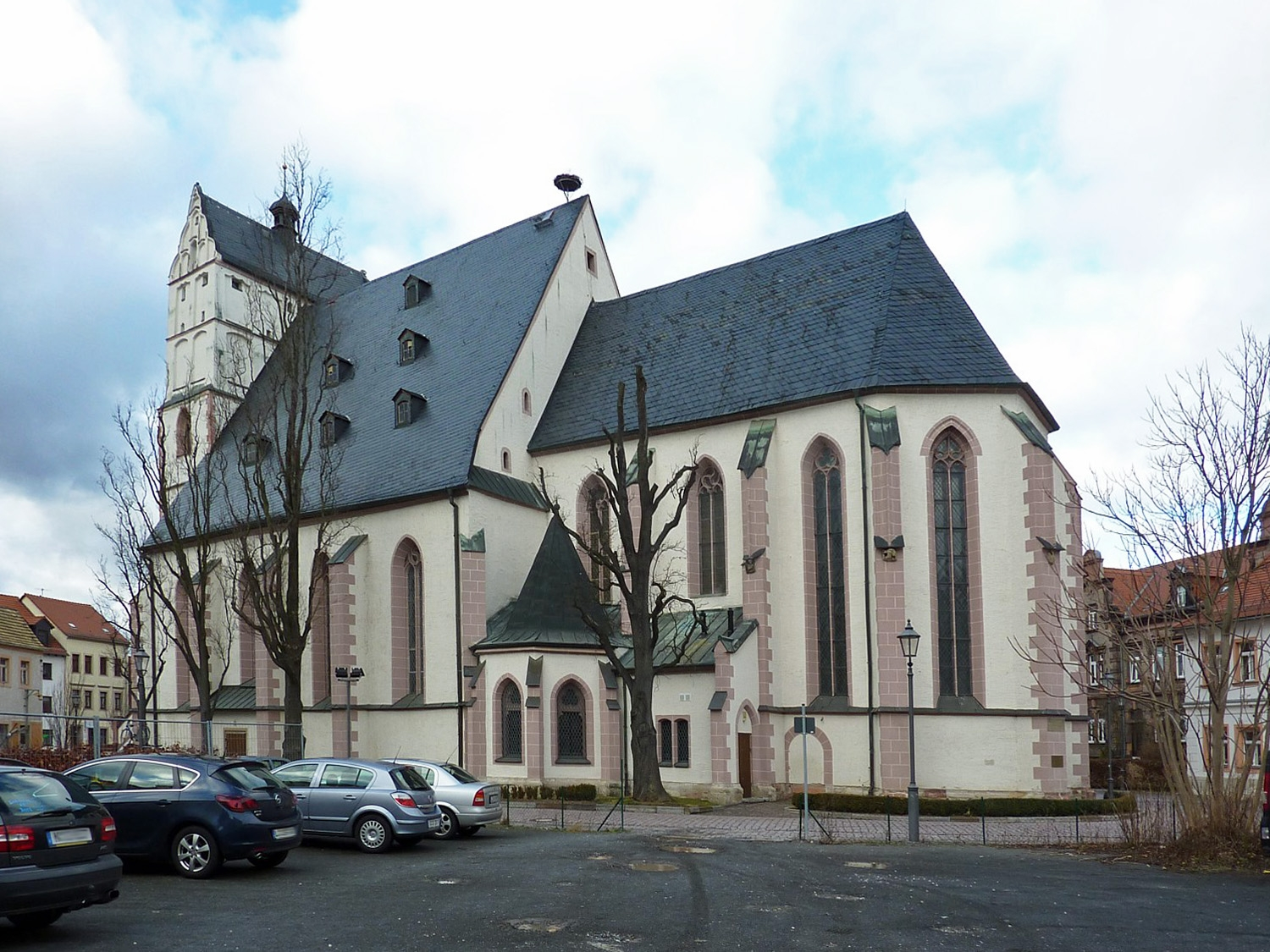
Stadtkirche Borna

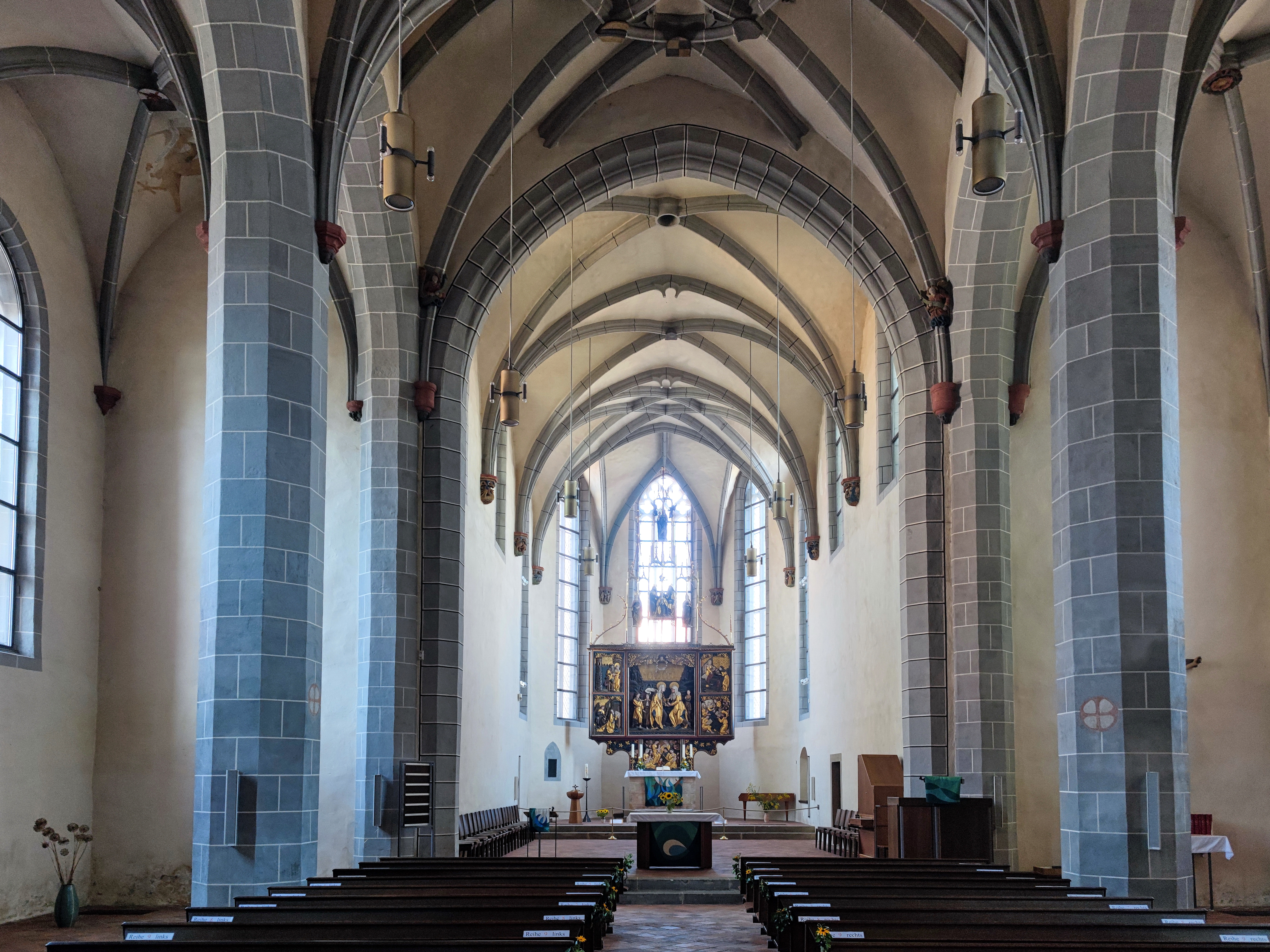
Stadtkirche Borna: Innenraum

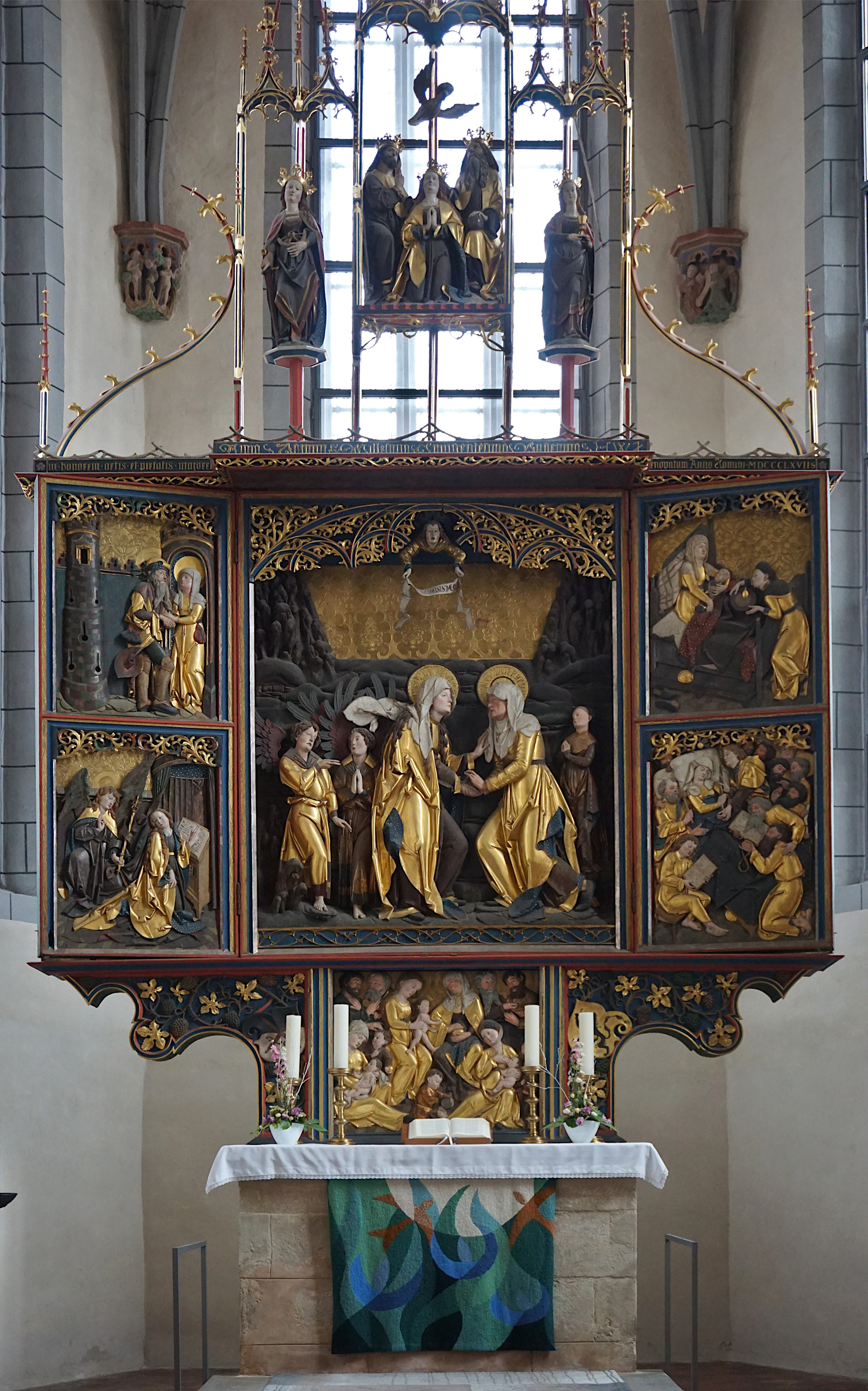
Hochaltar von St. Marien

Die Stadtkirche Borna ist eine Kirche der Evangelisch-Lutherischen Emmauskirchgemeinde Bornaer Land, zu der sich die St. Marienkirchgemeinde Borna und die Kirchgemeinde Lobstädt-Neukieritzsch 2020 zusammenschlossen. Die Gemeinde gehört zur Evangelisch-Lutherischen Landeskirche in Sachsen. Der bedeutende spätgotische Bau des 15. Jahrhunderts bezieht den im Kern romanischen Westturm des Vorgängerbaus aus dem 13. Jahrhundert ein. Der Reformator Martin Luther hat mehrfach in dieser Kirche gepredigt, die Kirche ist eine Station des Lutherwegs.

## Geschichte

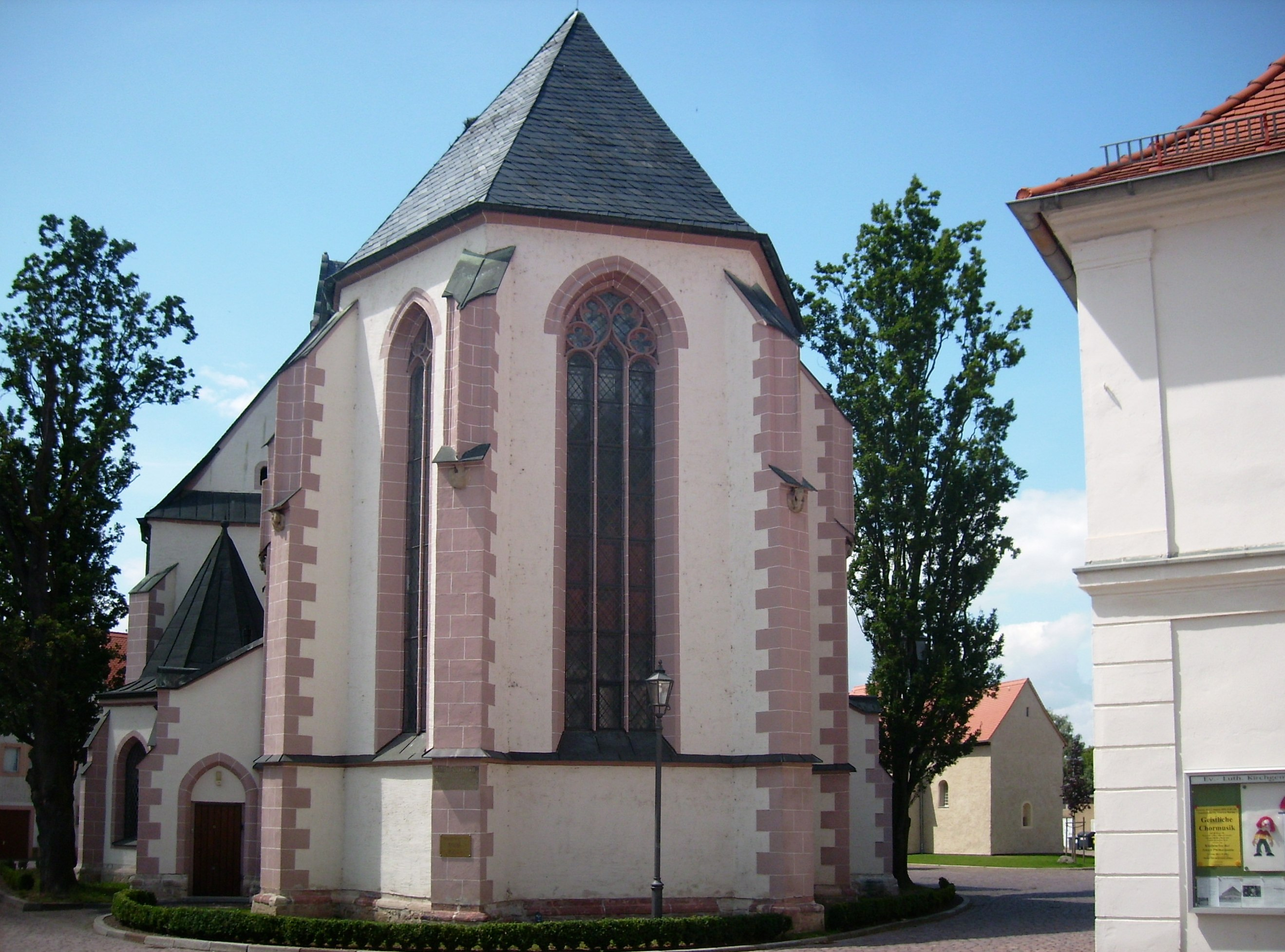
Stadtkirche Borna, Choransicht

Bei Grabungen im Jahr 1964 wurden Grundmauern aufgedeckt, die über den Grundriss der romanischen Vorgängerkirche Aufschluss geben. Die Saalkirche erstreckte sich in Turmbreite nach Osten. Die Fundamente der Vorlagen eines Triumphbogens wurden im Bereich des heutigen Triumphbogens freigelegt. Die Seitenwände des Chores waren ebenfalls identisch mit denen des heutigen. Ein Abschluss wurde nicht gefunden, vermutlich war der Chor eingezogen.
Die Kirche wurde seit dem Spätmittelalter zeitweilig auch als Katharinenkirche bezeichnet.
Nach einer Inschrift in einem Strebepfeiler wurde 1411 mit dem Neubau des Chores begonnen. Das langgestreckte Gebäude besaß ein Kaff- und ein Sockelgesims. Warum der Bau nach über zwanzig Jahren immer noch nicht fertiggestellt war, ist nicht überliefert; vermutlich waren die Hussitenkriege und Seuchen der Grund. Der Rat der Stadt verpflichtete 1434 den Werkmeister Hans Wolffart aus Königsberg in Franken, den Chor zu vollenden. In einer Urkunde ist überliefert:

„Dem Meister Hans Wolffhart aus Königsberg ist verdingt worden, den Chor zu Unser Lieben Frau zu Borna bis unter das Dach an Mauerwerk zu vollenden. Dabei soll er alle Werkmeister und Knechte auf eigene halten und haben. Dafür soll man ihm 7 gute Schock Groschen geprägten Geldes reichen und geben. Groschen Pfennige oder Heller, je nachdem was das Gotteshaus zur Verfügung hat. Auch soll man ihm alle Wochen, wenn er mit seinen Gesellen arbeitet, einen Groschen Badegeld geben. Auch soll der gute Meister seinen Lohn anstehen lassen, solange der Chor vollendet wird aber sein Kostgeld soll man ihm alle Wochen rechnen. Auch soll der eben genannte Meister das Werkzeug, damit er arbeitet, in der Hütte selber haben und das Gotteshaus soll ihm spitze Werkzeuge, Stiele und Schaufeln geben. Nach der Arbeit soll er das ganze Rüstholz und was dazugehört der Kirche überlassen.“

1455 wurde Moyses von Altenburg mit der Errichtung der Pfeiler und Gewölbe des Langhauses beauftragt. Da die Kirche bereits 1456 geweiht wurde, ist eine Fertigstellung der Umfassungsmauern des Langhauses in der Mitte des 15. Jahrhunderts anzunehmen. Der Turmabschluss mit seinen Giebeln ist mit der Jahreszahl 1555 bezeichnet.
In den Jahren 1654 und 1709 fanden Erneuerungsarbeiten an der Kirche statt. 1866–1868 erfolgten eine neugotische Umgestaltung und die Errichtung von Anbauten nach Plänen von Constantin Lipsius. Nach dem Auftreten verschiedener Schäden ist das Gebäude durch Julius Zeißig 1908–1910 nochmals erneuert worden. 1963–1967 wurde die Kirche umfassend restauriert, wobei man eine Annäherung an deren mittelalterlichen Zustand anstrebte. Hierfür wurde die neugotische Ausstattung entfernt und eine moderne Orgelempore eingebaut.
Eine Außenrestaurierung des Bauwerks erfolgte 1992–1994. In den Jahren bis 2005 wurde der Innenraum komplett saniert. Dann wurde erkannt, dass der Turm aufgrund von Bergbauschäden in seiner Standsicherheit gefährdet war, er geriet etwa 70 cm aus dem Lot. Die Sanierungskosten sollten sich auf über eine Million Euro belaufen.

## Architektur

### Außenbau

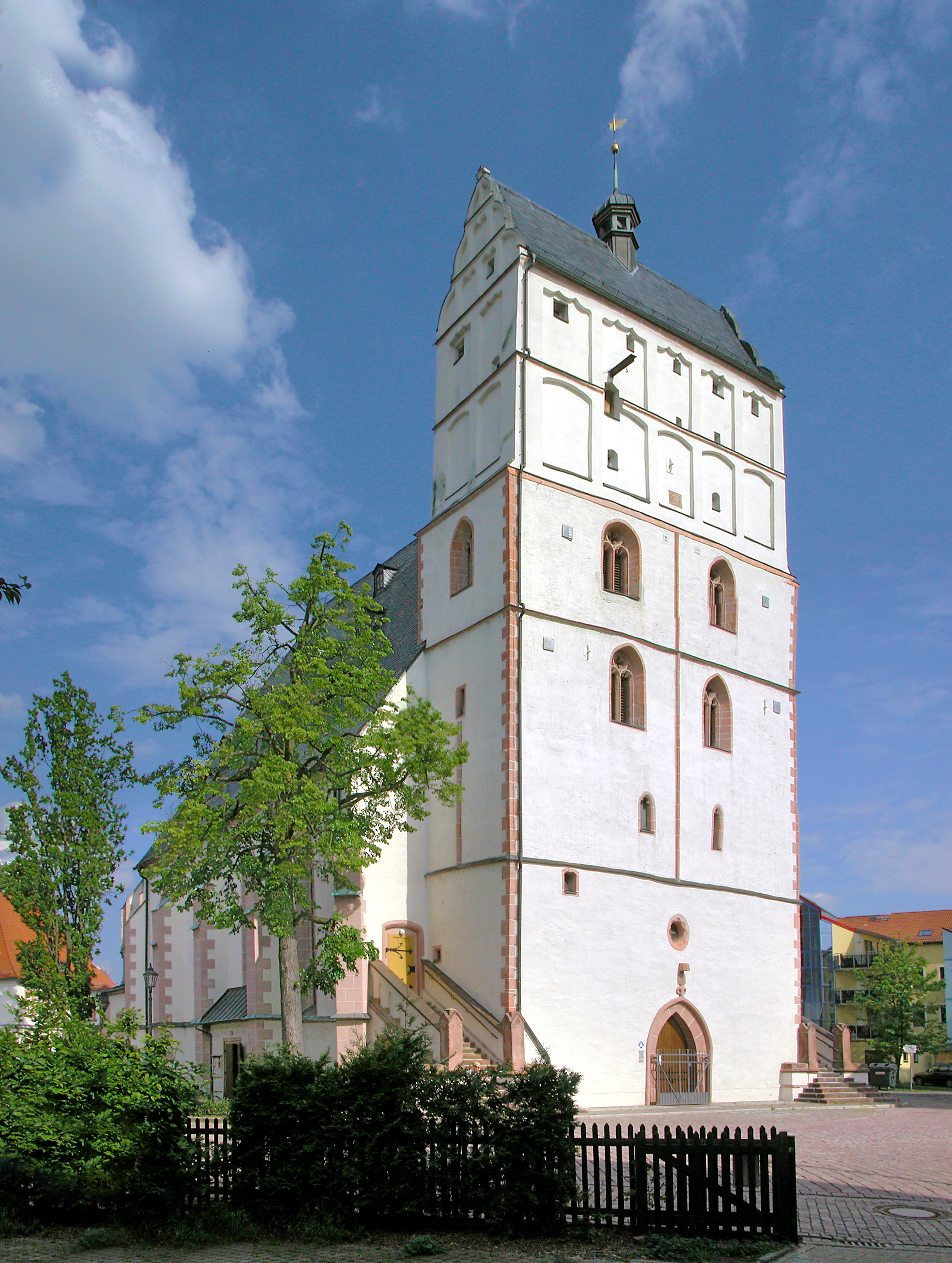
Stadtkirche Borna, Turm

Der untere Teil des aus verputztem Bruchstein errichteten Turmes ist der älteste Bauteil der Kirche, er entstand vermutlich im 13. Jahrhundert. Er ist durch ein spitzbogiges Portal erschlossen und darüber durch kleine Rundfenster gegliedert. Die Rahmung des Portals endet in einem geteilten Blatt. Darüber befindet sich unter einem Baldachin das Relief eines Christuskopfes. Das zweite Geschoss wurde in der zweiten Hälfte des 13. Jahrhunderts hochgemauert. Die Wände sind durch birnstabförmige Stäbe in der Mittelachse und an den Seiten gegliedert. An der Westseite sind vier Schallöffnungen mit Vierpassmaßwerk zu sehen. Der zweigeschossige Turmaufbau ist mit Rund- und Vorhangbogenblenden gegliedert. Geschweifte Giebel auf der Nord- und Südseite des Turms bilden den Abschluss des quer zur Gebäudeachse errichteten Satteldachs an dessen Schmalseiten.
Der von Hans Wolffart fertiggestellte einschiffige Chor zu zwei Jochen ist mit Werksteingliederungen versehen und schließt im Osten mit einem 5/8-Polygon. An den ursprünglich von Fialen gekrönten Strebepfeilern im Außenbereich sind Figuren angebracht. Die mittlerweile stark verwitterten Darstellungen von Männern, Frauen und Engeln tragen teilweise Schriftbänder und reiche Bekleidung. Es handelt sich hierbei möglicherweise um Stifterfiguren.
Das Langhaus zu vier Jochen ist von einem hohen Satteldach bedeckt, so dass der breite Westturm kaum höher als das Schiff aufragt. Chor und Langhaus besitzen zweibahnige, mit Fischblasenmaßwerk versehene Spitzbogenfenster; das Fenster im Chorscheitel ist dreibahnig unterteilt. Die Farbwirkung des Außenbaus wird durch den hellen Verputz der Wände, die farbig gefassten Fenstergewände und Strebepfeiler mit weißer Fugenbemalung sowie die schiefergedeckten Dächer geprägt.

### Innenraum

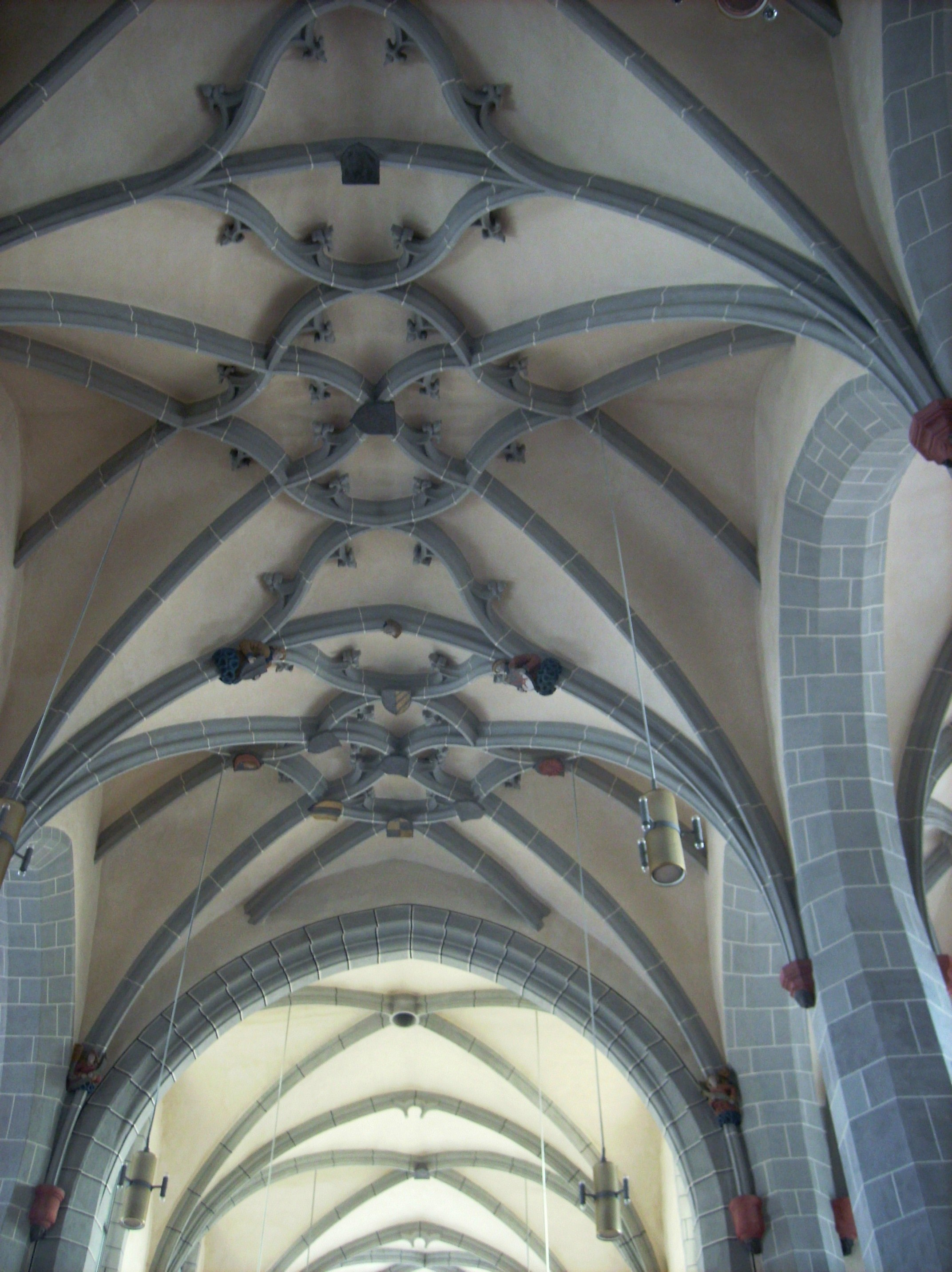
Stadtkirche Borna, Mittelschiffsgewölbe

Das Erdgeschoss des Turms ist innen dreigeteilt. In der Achse des Portals führt ein Raum mit Tonnengewölbe in das Mittelschiff. Der nördliche Raum war ursprünglich durch eine spitzbogige Öffnung mit dem Mitteldurchgang verbunden. Der Raum an der Südseite ist mit einer Quertonne gewölbt und durch eine Wand abgeteilt.
Das dreischiffige Hallenlanghaus ist auf nahezu quadratischem Grundriss in vier Joche unterteilt. Die massigen achteckigen Pfeiler gehen kämpferlos in die spitzbogigen Scheidarkaden zwischen Mittelschiff und Seitenschiffen über und bilden so einen Kontrast zu den reich figurierten Rippengewölben des Mittelschiffs. Hier ist mit im Grundriss bogenförmigen Rippen durch den Baumeister ein durch Parallelrippen erweitertes Kreuzrippengewölbe abgewandelt worden. Die Seitenschiffe besitzen einfache Kreuzrippengewölbe mit Wappenschlusssteinen. Einige Rippen ruhen auf Kopfkonsolen.
Die beiden Chorjoche sind mit Kreuzrippengewölben ausgestattet, das Rippenprofil ist birnenförmig gestaltet. Das östliche Joch vor dem Polygon wird von einer netzartigen Parallelrippenfiguration überspannt. Das Maßwerk im Scheitel der Jochbögen ist nasenartig. Die Rippen ruhen auf Konsolen mit reichem Figurenschmuck. Auf der Nordseite sind Pelikan, Löwe und Adler, im Chorpolygon Sündenfall und Verkündigung, auf der Südseite Heimsuchung, Geburt, Anbetung der Könige und Engel dargestellt. Die Gewölberippen sind als Birnstäbe ausgebildet.

## Ausstattung
- Der Hauptaltar ist fast unverändert erhalten, er wurde 1511 von dem Bildschnitzer Hans Witten von Köln geschaffen, dessen Initialen H.W.Z auf seine Urheberschaft hinweisen. Auf der Gesimsleiste ist die Entstehungszeit vermerkt: Anno Domini Millesimo Quingentesimo Undecimo. Die Gemälde auf den Flügelrückseiten wurden 1512 angefertigt; das Kreuzigungsgemälde trägt diese Jahreszahl. Der Aufbau erhebt sich über dem spätgotischen Altar aus Stein bis in eine Höhe von fast zehn Metern. Der Mittelschrein ist 2,85 Meter hoch, er ist mit Seitenflügeln ausgestattet und ruht auf der Predella.[8]
- Die romanische Porphyrtaufe mit einem umlaufenden Hufeisenbogenfries befand sich ursprünglich in der Kirche von Hartmannsdorf.
- Im nördlichen Seitenschiff befinden sich eine Kreuzigungsgruppe aus der Zeit um 1510 sowie drei um 1420 entstandene Schnitzfiguren, die aus Elbisbach stammen.
- Eine frühbarocke Figur des Auferstandenen vom Ende des 17. Jahrhunderts kam aus Großstorkwitz nach Borna.
- Im südlichen Seitenschiff befinden sich vier ursprünglich zu einem Flügelaltar gehörende, um 1515 entstandene Schnitzfiguren aus Elbisbach. Eine nicht aus diesem Kontext stammende, um 1507 geschaffene Muttergottes wird dem Bildschnitzer Peter Breuer zugeschrieben.
- Ein wahrscheinlich in der ersten Hälfte des 16. Jahrhunderts geschaffenes großes Holzkruzifix gehörte ursprünglich zur ehemaligen Kirche in Trachenau bei Böhlen, die durch den Braunkohleabbau beseitigt wurde.

### Orgel
Die Orgel wurde 1848 bis 1849 von dem Orgelbauer Urban Kreutzbach aus Borna erbaut. Das Instrument gelangte erst im Jahre 1983 aus Mochau in die Bornaer Stadtkirche und wurde dort in einem modernen Prospekt aufgestellt und erweitert. Das Schleifladen-Instrument hat 24 Register auf zwei Manualen und Pedal. die Trakturen sind mechanisch.

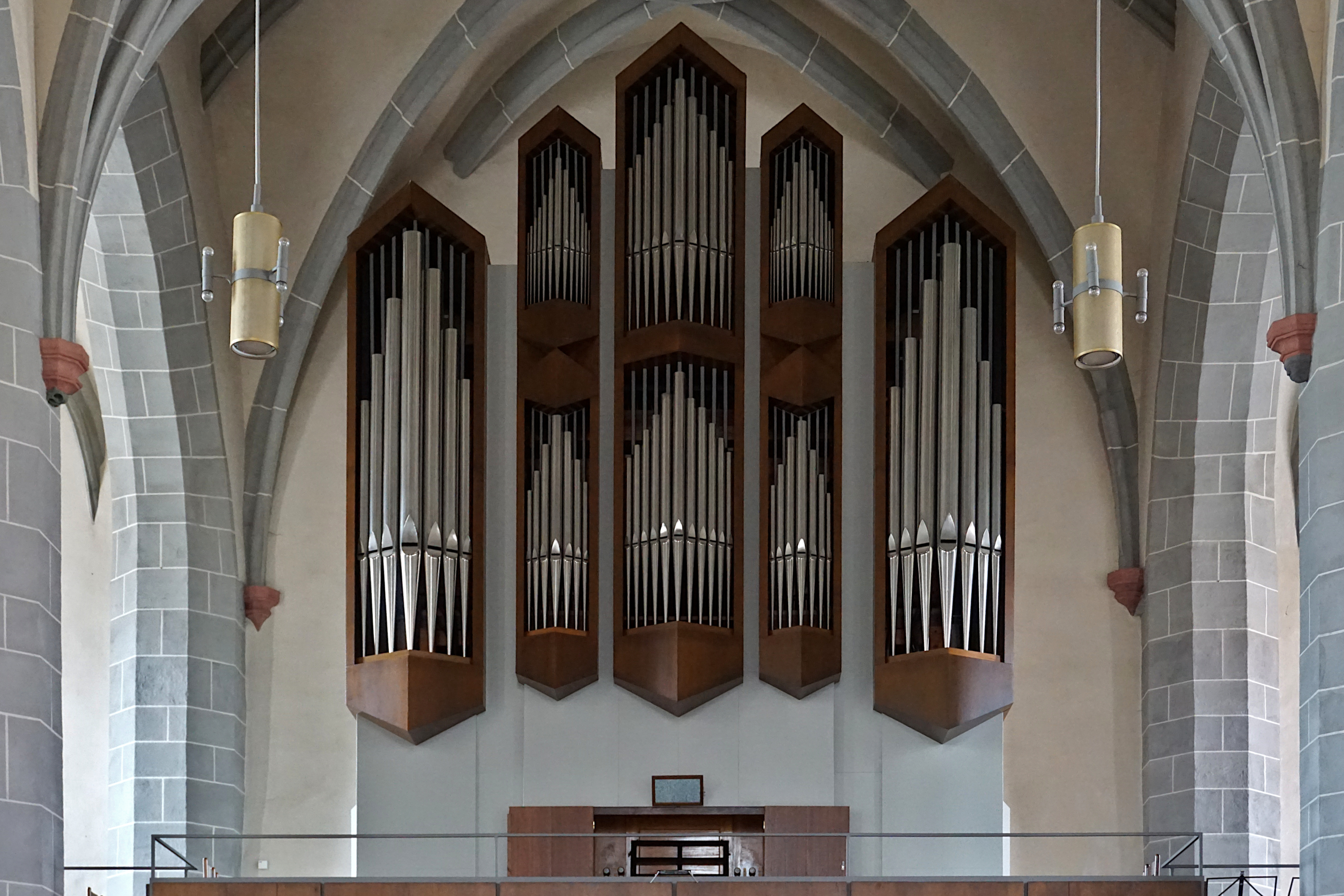
Orgel der Stadtkirche

| I Hauptwerk C–e3 |                |        |
| 1.               | Bordun         | 16′    |
| 2.               | Gedackt        | 8′     |
| 3.               | Principal      | 8′     |
| 4.               | Oktave         | 4′     |
| 5.               | Flauto amabile | 4′     |
| 6.               | Quinte         | 2 ⁄3′  |
| 7.               | Oktave         | 2′     |
| 8.               | Tertia         | 1 3⁄5′ |
| 9.               | Cornett IV     |        |
| 10.              | Mixtur III     |        |
| 11.              | Trompete       | 8′     |

| II Oberwerk C–e3 |             |       |
| 12.              | Doppelflöte | 8′    |
| 13.              | Quintatoen  | 8′    |
| 14.              | Salizional  | 8′    |
| 15.              | Principal   | 4′    |
| 16.              | Spitzflöte  | 4′    |
| 17.              | Oktave      | 2′    |
| 18.              | Nasat       | 2 ⁄3′ |
| 19.              | Sifflöte    | 1′    |

| Pedalwerk C–e1 |              |     |
| 20.            | Subbaß       | 16′ |
| 21.            | Principalbaß | 8′  |
| 22.            | Choralbaß    | 4′  |
| 23.            | Oktave       | 2′  |
| 24.            | Posaune      | 16′ |

- Koppeln: II/I; I/P, II/P.

## Turm und Glocken
Der Turm, dessen untere Geschosse aus der Zeit um 1230 stammen, geriet durch den Braunkohletagebau in der Region und die damit verbundene Grundwasserabsenkung in bedenkliche Schieflage (etwa 70 cm aus dem Lot). Zur Sanierung wurde ab 2006/08 eine aufwändige Baugrundverfestigung durchgeführt, mit dem gleichen Verfahren wie beim schiefen Turm von Pisa. Gleichzeitig mit der Sanierung, über die man sich anhand eines Modells im Innern der Kirche informieren kann, wurde auch das fünfstimmige Glockengeläut saniert und nach Abschluss der Arbeiten in einem neuen Glockenstuhl wieder aufgehängt. Die Glocken haben folgende Daten:
| Glocke | Gussjahr | Gießer                | Durchmesser | Gewicht    | Schlagton |
| ------ | -------- | --------------------- | ----------- | ---------- | --------- |
| 1      | 1493     | Oswald Hilliger       | 1580 mm     | ~ 2250 kg0 | cis′      |
| 2      | 1806     | Gebrüder Ulrich       | 1120 mm     | ~ 750 kg   | e′        |
| 3      | um 1400  | unbekannt             | 1090 mm     | ~ 850 kg   | gis′      |
| 4      | 1852     | Carl Friedrich Ulrich | 0810 mm     | ~ 330 kg   | h′        |
| 5      | 1878     | Gebrüder Ulrich       | 0686 mm     | ~ 230 kg   | cis″      |

## Lutherdenkmal

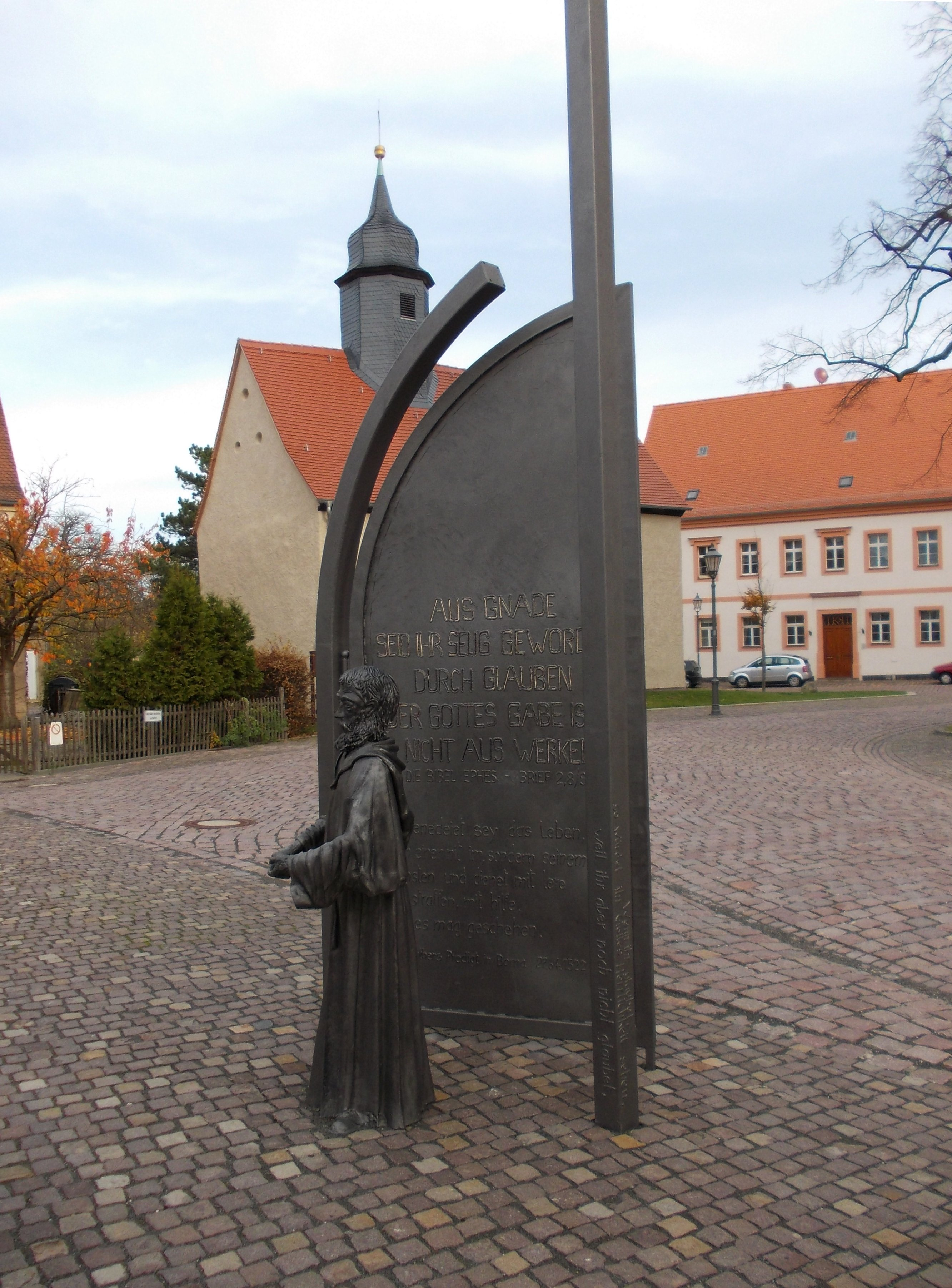
Denkmal mit der Emmauskirche im Hintergrund

Das Lutherdenkmal des Metallkünstlers Hilko Schomerus steht in der Nähe der Kirche, es stellt Luther als schmalen Mann mit einer geballten Faust und einer geöffneten Hand dar. Er ist in eine Mönchskutte gekleidet und trägt einen Backen- und Oberlippenbart. Luther wird hier in der Gestalt des Junkers Jörg mit auffallendem Gesicht gezeigt.